# Neonothopanus nambi
Neonothopanus nambi — вид базидіомікотових грибів родини часничникових (Marasmiaceae). Здатний до біолюмінесценції.

## Поширення
Гриб трапляється у Центральній та Південній Америці, Австралії, Малайзії та В'єтнамі.

## Таксономія
Італійсько-аргентинський натураліст Карло Луїджі Спегацині описав цей вид у 1883 році як Agaricus nambí у підроді Pleurotus , з матеріалу, який зібраний в грудні 1879 року поблизу Гуарапі в Бразилії  . У 1887 році П'єр Андреа Саккардо помістив його в рід Pleurotus. У 1999 році Рон Петерсен та Ірмгард Крісай помістили гриб у новий рід Neonothopanus в родині Marasmiaceae.